# 테라트론
테라트론(영어: Terra-Tron)은 스타크래프트 2 종족인 테란의 유닛이다. 건물들을 합체해서 만들 수 있는 특수한 유닛이다. 

## 특징
테라트론은 스타크래프트 2에서 등장하는 테란의 궁극 합체 로봇인 유닛으로 전투순양함, 유령, 토르와 더불어 테란의 강력한 최종 병기이다. 테란의 건물들이 합체해서 만들어지는 특수 유닛으로 테라트론으로 합체하는데 필요한 테란의 건물은 사령부가 업그레이드 된 건물인 행성 요새 1개, 벙커 4개, 병영 2개, 보급고 4개, 군수공장 1개, 유령 사관학교 1개, 우주공항 1개, 융합로 2개이다. 건물들이 합체해서 만들어지는 로봇인만큼 체력:1000으로 높은 체력을 가지며 방어력이 높은 유닛이다. 공격력은 지대지 공격과 지대공 공격이 모두 가능하며 톱날 검, 에너지 캐논, 사신 배출이란 무기를 사용하고 공격력:40으로 통일되어 있다. 합체하는데 필요한 비용은 광물:2400, 가스:550으로 상당히 비싼 가격을 소모한다.

## 같이 보기
- 스타크래프트
- 테란